# Marc Strawzynski
Marc Strawzynski, né en 1944 et décédé en novembre 1991, est un auteur-compositeur français, aux origines polonaises

## Biographie
Il est connu pour avoir écrit le texte du tube une autre histoire, chanté par Gérard Blanc et certifié disque d'or.
Il est également l'auteur de la chanson Les jardins du ciel, chantée par Jairo, et des artistes Jean Falissard, Anne Lorric, Rose Laurens, et quelques autres[réf. nécessaire].